# Lagascea
Lagascea là một chi thực vật có hoa trong họ Cúc (Asteraceae).

## Loài
Chi Lagascea gồm các loài: